# Rivière de la Grande Loutre
Pour les articles homonymes, voir Loutre (homonymie) et Rivière à la Loutre.
La rivière de la Grande Loutre est un affluent de la rivière Péribonka, coulant dans le territoire non organisé de Passes-Dangereuses, dans la municipalité régionale de comté (MRC) de Maria-Chapdelaine, dans la région administrative de Saguenay–Lac-Saint-Jean, dans la province de Québec, au Canada.
La partie supérieure du bassin versant de la rivière de la Grande Loutre est desservie par la route forestière R0206 (sens Nord-Sud) qui passe entre le lac Dubray et le lac de Bransac. À partir du Sud, cette route remonte la rivière Mistassibi. Quelques routes secondaires desservent la zone pour les besoins de la foresterie et des activités récréotouristiques,,.
La foresterie constitue la principale activité économique du secteur ; les activités récréotouristiques, en second.
La surface de la rivière de la Grande Loutre est habituellement gelée de la fin novembre au début avril, toutefois la circulation sécuritaire sur la glace se fait généralement du début de décembre au début d’avril.

## Géographie
Les principaux bassins versants voisins de la rivière de la Grande Loutre sont :
- côté Nord : rivière Péribonka, lac des Deux Milles, lac Natipi, lac Indicateur, lac Pluto ;
- côté Est : rivière Péribonka, rivière Savane, lac Piacouadie ;
- côté Sud : rivière Péribonka, lac Machisque, lac Onistagane, lac Gazeau ;
- côté Ouest : lac Témiscamie, Petit lac Témiscamie, rivière Témiscamie, lac Coursay, lac Albanel, lac Mistassini[2].

La rivière de la Grande Loutre prend sa source à l’embouchure du lac Dubray (longueur : 5,3 km ; altitude : 553 m) dans le territoire non organisé de Passes-Dangereuses, soit à :
- 54,7 km au Nord-Ouest du lac Onistagane lequel est traversé par la rivière Péribonka ;
- 28,4 km au Sud-Ouest d’une courbe du cours de la rivière Péribonka ;
- 32,3 km au Sud-Ouest de l’embouchure de la rivière de la Grande Loutre (confluence avec la rivière Péribonka) ;
- 144,7 km au Nord-Ouest du barrage à l’embouchure du lac Péribonka ;
- 153,6 km au Nord-Ouest du centre du village de Chute-des-Passes[2],[5].

À partir de sa source (lac Dubray), la rivière de la Grande Loutre coule sur 72 km sur un dénivelé de 106 m entièrement en zone forestière, selon les segments suivants :
Cours supérieur de la rivière de la Grande Loutre (segment de 16,6 m)
- 1,6 m vers l’Est, jusqu’à la rive Sud-Ouest du lac de Bransac ;
- 5,8 m vers le Nord en traversant le lac de Bransac (longueur : 4,2 km ; altitude : 531 m), jusqu’à son embouchure. Note : Ce lac reçoit du côté Nord-Ouest la décharge d’un ensemble de lacs dont le lac Blanot ;
- 9,2 m vers le Sud-Est en traversant le lac Palairet (longueur : 8,9 km ; altitude : 511 m) en contournant les presqu’îles qui segmentent ce lac en cinq parties, jusqu’à son embouchure ;

Cours intermédiaire de la rivière de la Grande Loutre (segment de 32,0 m)
- 11,3 m vers l’Est en traversant deux séries de rapides, vers le Nord en zone de marais et en recueillant la décharge (venant de l’Ouest) de quelques lacs, puis formant un crochet de 180 degrés vers l’Est en fin de segment, jusqu’à la rive Est d’un lac non identifié ;
- 6,2 m vers le Sud-Est en zigzaguant en contournant les presqu’îles en traversant un lac non identifié (altitude : 491 m) sur sa pleine longueur jusqu’à son embouchure. Note : Ce lac reçoit la décharge (venant du Sud) de quelques lacs ;
- 5,9 m d’abord vers l’Est en traversant deux lacs non identifiés, puis vers le Sud-Est en traversant sur 3,8 km un lac non identifié (longueur : 5,2 km ; altitude : 481 m) jusqu’à son embouchure. Note : Ce lac reçoit la décharge (venant du Sud) de quelques lacs ;
- 3,4 m vers le Sud, puis le Nord en traversant sur sa pleine longueur un lac non identifié (longueur : 2,7 km ; altitude : 475 m) jusqu’à son embouchure. Note : Ce lac reçoit la décharge (venant du Sud) de quelques lacs ;

Cours inférieur de la rivière de la Grande Loutre (segment de 9,4 m)
- 3,7 m vers le Nord-Est, en traversant sur 0,3 km un lac non identifié (longueur : 1,2 km ; altitude : 455 m) jusqu’à son embouchure. Note : Ce lac reçoit la décharge (venant du Sud) de quelques lacs ;
- 1,6 m vers le Nord, jusqu’à une courbe de la rivière, correspondant à un ruisseau (venant du Nord-Ouest) ;
- 4,1 km vers l’Est en formant un grand M et en faisant un détour vers le Sud en fin de segment, jusqu’à son embouchure[2].

La rivière de la Grande Loutre se déverse sur la rive Ouest de la rivière Péribonka, à :
- 2,0 km en aval de l’embouchure de la rivière Savane ;
- 39,9 km au Nord-Ouest du lac Onistagane ;
- 50,9 km au Nord-Ouest du lac Témiscamie ;
- 34,8 km au Nord-Ouest d’une baie de la rive Nord-Ouest du lac Manouane ;
- 82,4 km au Sud-Ouest du lac Piacouadie ;
- 37,6 km au Sud d’une baie du lac Onistagane ;
- km au Sud-Ouest d’une baie du lac Manouane ;
- 136,8 km au Nord-Ouest de l’embouchure du lac Péribonka ;
- 181,3 km au Nord-Ouest de l’embouchure de la rivière Manouane ;
- 268 km au Nord-Ouest de l’embouchure de la rivière Péribonka (confluence avec le lac Saint-Jean)[2].

À partir de l’embouchure de la rivière de la Grande Loutre, le courant descend le cours de la rivière Péribonka sur 345,5 km vers le Sud, traverse le lac Saint-Jean sur 29,3 km vers l’Est, puis emprunte sur 155 km le cours de la rivière Saguenay vers l’Est jusqu'à la hauteur de Tadoussac où il conflue avec le fleuve Saint-Laurent.

## Toponymie
Le toponyme de « rivière de la Grande Loutre » a été officialisé le 3 mars 1971 à la Banque des noms de lieux de la Commission de toponymie du Québec.